# دانيال هرمان
دانيال هرمان (بالألمانية: Daniel Hermann)‏ هو متزلج فني ألماني، ولد في 12 أكتوبر 1986 في فوبرتال في ألمانيا.

## وصلات خارجية
- دانيال هرمان على موقع الاتحاد الدولي للتزلج (الإنجليزية)